# Hombre Montaña Marko
Hombre Montaña Marko (Michael Marko) es un supervillano ficticio que aparece en los cómics estadounidenses publicados por Marvel Comics.Marko fue y sigue siendo afiliado de numerosas entidades del crimen organizado en el universo Marvel, incluida Maggia.
El estaba aliado con Silvermane, Caesar Cicero, Anguila I y Nightshade. Sus enemigos más frecuentes son Spider-Man, Power Man, Iron Fist, Thunderbolt y Boomerang. Parece no tener ninguna relación con Cain Marko, visto en varios títulos de Marvel como Juggernaut, a pesar de las similitudes en apellido, físico y superpoderes.

## Historial de publicaciones
Hombre Montaña Marko apareció por primera vez en  The Amazing Spider-Man #73 y fue creado por Stan Lee y John Romita Sr.

## Biografía ficticia
Marko es visto por primera vez como el leal lugarteniente de Silvermane en un incidente relacionado con una antigua tablilla que roba. El ataca a Curtis Connors cuando cree que la fórmula que creó ha matado a Silvermane. Marko es rápidamente derrotado por Spider-Man.
Marko y algunos de sus colegas roban el baile de debutantes de Millie Hogarth. Desafortunadamente, para ellos, el padre de Millie es el agente de Power Man y Iron Fist, quienes fueron llamados para derrotar a los villanos. Hombre Montaña Marko luego ayudó a los hombres de Caesar Cicero a atacar a Luke Cage y Big Ben Donovan.
Durante un viaje para reunir dinero para protección, Marko sufre algún tipo de crisis nerviosa y destroza un bar entero, con Spider-Man dentro. El periodista de investigación Ben Urich le dice a Spider-Man que aparentemente Marko también secuestró a un niño. Ben conoce una instalación donde se sabe que Marko hace ejercicio. Spider-Man encuentra esteroides en el casillero de Marko. El dueño del gimnasio le dice que Maggia alteró genéticamente a Marko para hacerlo más fuerte. Spider-Man roba información de Maggia y se enfrenta a Marko en su casa. Finalmente, Marko se somete y resulta que el niño que "secuestró" simplemente tenía un retorcido sentido de adoración al héroe, admirando el tamaño y la fuerza de Marko.
Hombre Montaña Marko es visto más tarde como un sicario sexualmente amenazador enviado tras la investigadora privada Jessica Jones.Esto era parte de una conspiración de un poderoso magnate de los negocios que deseaba utilizar a Jones y al Capitán América como una forma de humillar al actual presidente de los Estados Unidos. Jones golpea brutalmente a Marko y luego, literalmente, lo arroja a los pies del empresario. Marko y sus jefes pronto son arrestados por S.H.I.E.L.D.
Durante la historia de Civil War, Hombre Montaña Marko era visible entre un ejército de supervillanos organizados por Hammerhead que fue capturado por Iron Man y agentes de S.H.I.E.L.D.
Durante la historia de Manifest Destiny, Marko desarrolla una carrera como cantante centrándose en el concepto de violencia contra las superheroínas. Mientras está en un avión con la superheroína Dazzler, él se enfurece por la aparente falta de alcohol. El hiere a los pasajeros y toma a un rehén, al que rompe la muñeca para demostrar que habla en serio. Dazzler, a baja potencia, logra someterlo.
Durante la historia de Dark Reign, Marko es enviado más tarde por Norman Osborn como parte de una misión de investigación a una instalación de 'Atlas' dirigida por un joven Jimmy Woo. Atlas es una organización criminal internacional que trabaja contra los intereses del gobierno. Marko trabaja como jefe de un escuadrón de B.A.T.F.E. agentes gubernamentales. Las fuerzas de Marko, incluido un aparente soplón que había estado asesorando al gobierno sobre las actividades de Atlas. Marko, en contra de la recomendación de sus guías de la Oficina de Alcohol, Tabaco, Armas de Fuego y Explosivos, se sale corriendo del camino recomendado para seguir al soplón. El hombre es realmente Jimmy Woo. Antes de que Marko pueda hacer algo al respecto, es devorado por un dragón sensible llamado Lao. Esto iba en contra de los deseos de Woo.Marko es reemplazado por otro hombre fuerte con superpoderes, el Grizzly.
Marko se revela que ha sobrevivido de alguna manera cuando es contratado para los Dieciseis Siniestros por Boomerang y Búho.Después de ser manipulado y abandonado por Boomerang, Marko busca vengarse de él con la ayuda de Cyclone, Shriek y Canguro, pero el cuarteto es derrotado por Boomerang y sus aliados Escarabajo, Speed Demon y Overdrive.
Como parte de All-New, All-Different Marvel, Marko es contratado por Lorraine Monroe, para vigilar a Tempest Monroe, la prometida en coma de Spider-Man 2099. Al descubrir el paradero de Tempest, Spider-Man 2099 distrae a Marko el tiempo suficiente para que Industrias Parker reubique a Tempest de forma encubierta.Spider-Man 2099 posteriormente rastrea al Hombre Montaña Marko que escapó y lo golpea hasta casi matarlo mientras exige saber dónde encontrar a Lorraine.Marko es recuperado por el Puño, una rama de la Mano que lo cura y aumenta aún más su fuerza y durabilidad utilizando tecnología proporcionada por Tyler Stone. Más tarde, Tyler Stone hace que Marko tienda una emboscada a Spider-Man 2099 mientras él se fuga con Tempest recuperada.
Durante la historia de Civil War II, Hombre Montaña Marko trabajó con el ex secuaz de Kingpin, Janus Jardeesh, en el negocio de la trata de personas hasta que se encuentran con Kingpin y Turk Barrett.
Marko aparece más tarde con Speed Demon robando una casa de empeño hasta que fueron atrapados por Rage. Después de una breve pelea, escapan mientras Rage es arrestado por los Americops.Más tarde, el Capitán América atrapó a Speed Demon, donde confesó su robo y el de Hombre Montaña Marko de la casa de empeño.
Marko y Ringer atacan una feria del libro para robar pero son derrotados por Spider-Man.
Durante la historia de Devil's Reign, Hombre Montaña Marko aparece como un recluso del Mirmidón. El Caballero Luna es informado por 8-Ball que Hombre Montaña Marko es el "rey de la jaula". El Caballero Luna tuvo que abrirse camino para ganarse la pelea contra Hombre Montaña Marko. Cuando Hombre Montaña Marko pregunta si Caballero Luna está listo para morir, Caballero Luna dijo que Raoul Bushman lo hizo primero. Hombre Montaña Marko le hace pasar un mal rato a Caballero Luna cuando Caballero Luna recuerda que su alias de Sr. Knight conoció a la exesposa de Hombre Montaña Marko, Judith Cort, y cómo su hija comenzó a imitar los poderes de su padre y todo eso. Después de ese flashback, aunque no quiere que Hombre Montaña Marko persiga a su hija, Caballero Luna golpea a Hombre Montaña Marko para que se rinda y le aconseja que no persiga a su exesposa o a su hija si sale, ya que no las volverá a ver. Caballero Luna procede a inducir ceguera a Hombre Montaña Marko cuando entran los agentes de Thunderbolts.

## Poderes y habilidades
Hombre Montaña Marko se ha demostrado que tiene fuerza sobrehumana, resistencia y robustez aproximadamente comparables, si no ligeramente superiores, a las de Spider-Man. Se ha dicho que esto es el resultado de los esteroides y la manipulación genética. Recibió una mejora de poder de Tyler Stone después de recibir una brutal paliza de Spider-Man 2099. Aunque Spider-Man previamente había roto muchos de los huesos de Marko, después Spider-Man no pudo causarle ningún daño.

## Familiares
Durante la historia de Fear Itself, se revela que Hombre Montaña Marko tenía un primo llamado Hombre Montaña Mario que era un recluso en la Balsa. Después de la destrucción de la prisión de la Balsa por parte de Juggernaut, Hombre Montaña Mario ayuda a defender a Crossbones de los matones. Mientras los dos intentaban escapar, Mario le contó a Crossbones sobre su abuela, que ayuda a los delincuentes a salir de la frontera. Crossbones logra escapar de la Balsa y le devuelve el favor a Mario ayudándolo matando a Mario para ayudarlo a escapar.

## Otras versiones

### Marvel MAX
Un Mick "Montaña" Marko aparece en Cage MAX como un matón que Tombstone contrata para atacar a Luke Cage.Después de recuperarse del ataque, Cage golpea a Mick y lo encadena a una esquina donde es baleado a muerte por uno de los rivales de Tombstone.

### MC2
El universo Marvel Comics 2 muestra que Marko todavía está activo en el universo MC2 y está a cargo de la Maggia de Nueva York.Más tarde aparece en la nueva serie Spectacular Spider-Girl como el subordinado del nuevo jefe Maggia Crime de Nueva York.